# Andrena semirubra
Andrena semirubra är en biart som beskrevs av Morawitz 1876. Andrena semirubra ingår i släktet sandbin, och familjen grävbin. Inga underarter finns listade i Catalogue of Life.